# Fujiwara no Teika

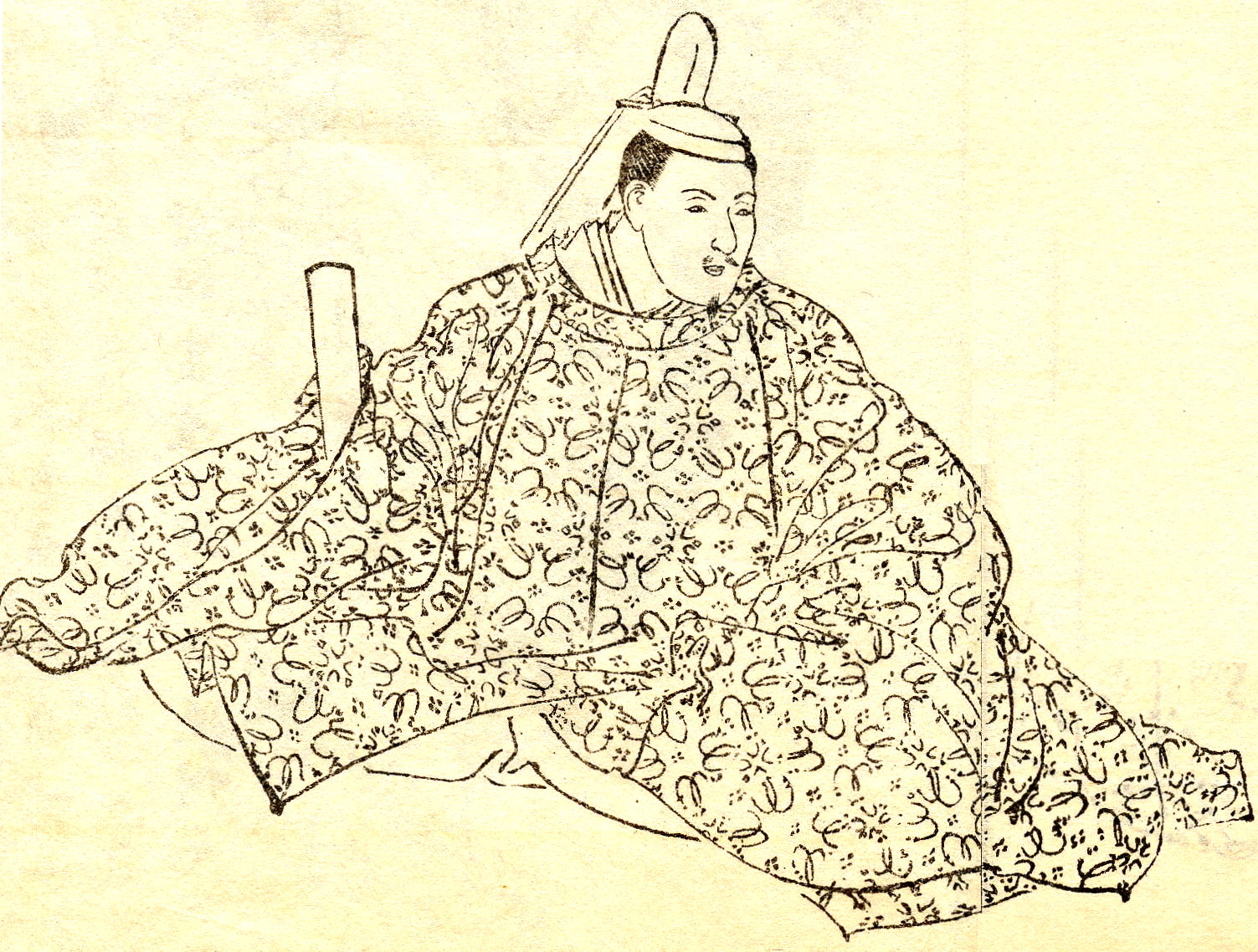
Fujiwara no Teika

Fujiwara no Sadaie (Japans: 藤原定家) (1162-1241), beter bekend als Fujiwara no Teika, was een criticus, poëet en keizerlijke ambtenaar tijdens het einde van de Heianperiode en het begin van de Kamakuraperiode in Japan. Hij stond vooral bekend om zijn wakagedichten. Daarnaast behoorde hij tot de hoofdfiguren bij het opstellen van de Shinkokinshū (新古今集 en was hij de samensteller van de beroemde Ogura Hyakunin isshū (小倉百人一首).

## Jeugd
Fujiwara no Teika werd geboren in Kyoto en behoorde tot de Mikohidarifamilie, een tak van de Fujiwaraclan. Zijn vader, Fujiwara no Shunzei (藤原俊成, 1114-1204), was een poëet, wiens succes en talent een inspiratie vormde voor Teika om zelf dichter te worden. Van jongs af aan was hij bezig met het schrijven van gedichten. Teika had meerdere broers en zussen, onder wie Kegozen, die dichtster was en halfbroer Takanobu, een schilder.

## Carrière
In 1200 kende ex-keizer Go-Toba (後鳥羽, 1183-1198) aan Teika het privilege toe om zijn gedichten in Go-Toba’s paleis voor te dragen. Dit gold als erkenning van het poëtische talent van de dichter. Voordat hij deze erkenning verkreeg, stond Minamoto no Michichika (de schoonvader van Go-Toba) in Teikas weg om carrière te maken. Dit deed hij door Teika ervan te weerhouden om mee te doen aan de poëziewedstrijd, georganiseerd door Go-Toba, de Go-Toba no In Shodo Hyakushu. Teika's vader haalde Go-Toba over te halen om zijn zoon toe te laten tot de competitie.
Alhoewel Teika nu toestemming had van Go-Toba om mee te doen, wist Minamoto no Michichika de regels van de competitie te veranderen, waardoor alleen seniorpoëten mee mochten doen. Aangezien Fujiwara no Teika 38 jaar oud en nog geen senior was, kon hij alsnog niet meedoen met de competitie. Na een persoonlijke brief van zijn vader aan de keizer, mocht Teika alsnog deelnemen.
Teika schreef een set van honderd gedichten en leverde deze in. De volgende dag kreeg hij een uitnodiging van Go-Toba om naar zijn paleis toe te komen. Sindsdien mocht Teika jureren in dichtwedstrijden, poëzie beoordelen en meedoen aan poëziefeesten. Dit zorgde ervoor dat zijn carrière als poëet opbloeide.

#### Zijn relatie met keizer Go-Toba
Hoewel hij Go-Toba's respect had verdiend, verslechterde de relatie tussen Go-Toba en Teika. Dit kwam doordat Teika zich bewust werd van zijn eigen succes. Hij beschouwde alleen zijn vader als waardige partner om over waka te praten. Alle andere poëten, onder wie Go-Toba zelf, vond hij aan hun ondergeschikt. Omdat hij aan reuma en chronische bronchitis leed, was het hectische leven van de ex-keizer voor hem ook moeilijk te verdragen.
Bij het samenstellen van de Shinkokinshū begon de verdere aftakeling van de relatie. In 1204 wees Go-Toba Teika aan als een van de zes samenstellers van de Shinkokinshū. Hoewel Go-Toba zes samenstellers had gekozen, nam hijzelf altijd het laatste woord. Ook negeerde hij vaak Teika's mening en schoof hij zijn voorstellen terzijde. Dit wekte irritatie op bij Teika en al snel begonnen de verschillen tussen de mannen zich te tonen.
In de zesde maand van 1207, kreeg Teika een opdracht van Go-Toba om een waka te schrijven, die zou worden ingegraveerd op een scherm van de Saishō Shitennō Tempel. Teika ergerde zich eraan dat Go-Toba hem deze opdracht kort voor de deadline opdroeg. Twee dagen later presenteerde Teika zijn gedichten. Go-Toba prees deze, maar weigerde er later een. Teika werd hierdoor woedend, omdat Go-Toba geen geldige reden had om het gedicht te weigeren. Dit had spanning tussen Teika en Go-Toba als gevolg.
Op de dertiende dag van de tweede maand van 1220, werd er een uta-awase (poëziewedstrijd of wakacompetitie) gehouden en Go-Toba vroeg Teika om mee te doen. Teika weigerde, omdat die dag de herdenking van zijn moeders dood was. Ondanks dat, vroeg Go-Toba hem meerdere malen om mee te doen. Uiteindelijk stemde Teika in en droeg hij twee waka op, waaronder de 'The Willows along the Road' (zie hieronder). Deze waka maakte Go-Toba razend. Het bevatte zinnen waaruit bleek dat Teika niet alleen boos was, omdat hij zijn moeder niet had kunnen herdenken, maar er zat ook een vorm van wraak in, omdat hij zijn verwachte waardering en promotie niet had gekregen. Go-Toba verbood Teika om zich nog in het paleis te vertonen. Dit was het einde van hun vriendschap en had ook het einde van Teika's carrière kunnen zijn.
| Romaji           | Engels                         |
| ---------------- | ------------------------------ |
| Michinobe no     | Along the pathway              |
| Nohara no yanagi | The willow trees in the fields |
| Shitamoenu       | Are ablaze in green            |
| Aware nageki no  | In sympathy with a heart       |
| Keburikurabe.    | Smoldering in envy.            |

#### Na Go-Toba's verbanning
In het jaar 1221, nadat de vriendschap tussen Teika en Go-Toba bekoeld was, speelden de gebeurtenissen zich af, die later zouden bekendstaan als de Jōkyū-verstoring (承久の乱). Go-toba, een speler in deze verstoring, ging hieraan ten onder. Na zijn neergang, werd Go-Toba verbannen naar de Oki-eilanden en Teika's positie verbeterde zowel op sociaal, economisch als op artistiek vlak.
Na Go-Toba's verbanning, stond Teika in de gunst van de nieuwe keizer, de zoon van keizer Juntoku (順徳天皇). Hoewel Teika verwachtte dat 1225 een goed jaar zou worden door de komst van een nieuwe keizer, gebeurde er het tegenovergestelde van wat hij had verwacht. Een epidemie brak uit, wat vele doden veroorzaakte. Het jaar daarop ontstond er een droogte en brak er een sprinkhanenplaag uit. In 1227, veroorzaakten orkanen, de overstroming van de Kamorivier en vele andere rampen, hongersnood, die aan velen het leven kostten.
Ook Teika had het zwaar te verduren tijdens deze periode. Hij leed aan vele ziektes en hoewel hij deze overleefde, leed hij ook zwaar onder de hongersnood. De laatste passages van Teika's dagboek gingen dus vooral over deze rampen. Hij overleed op 80-jarige leeftijd op de 20e dag van de achtste maand in 1241.

## Persoonlijk leven
Teika trouwde twee keer. Zijn eerste huwelijk was in 1183, maar binnen tien jaar scheidde hij. Hij trouwde voor de tweede keer in 1194, met de dochter van een paleisminister, die ook tot de Fujiwara-clan behoorde. Hij had meerdere kinderen, onder wie een zoon genaamd Tameie.

## De rivaliteit tussen de nakomelingen
Door het succes van Shunzei en Teika ontstond er na Teika's dood een ruzie tussen de nakomelingen om de auteursrechten van de poëtische documenten in de familie. Deze documenten waren een bewijs van hun recht op wetgevende macht bij poëtische zaken, op het samenstellen van bloemlezingen en om te beoordelen bij poëziewedstrijden.
Teika had de auteursrechten van zijn vader overgeërfd, en zijn zoon, Tameie, erfde Teika’s auteursrechten en bezat dus al diens manuscripten. Tameie's eerste vrouw was de dochter van Utsunomiya no Yoritsuna. Zij kregen vier kinderen, waaronder Tameuji, hun eerste zoon en Tameie's erfgenaam. Later had Tameie een affaire met een vrouw, bekend als Abutsu-ni. Tameie kreeg drie kinderen met haar. Uit medelijden met het jongste kind, Tamesuke, had hij hem in plaats van Tameuji, aangesteld als erfgenaam van de auteursrechten.
Na Tameie's dood in 1275, ontstond er een ruzie om de auteursrechten tussen Tameuji en zijn stiefmoeder Abutsu, die het opnam voor haar zoon, Tamesuke. Deze ruzie duurde bijna veertig jaar en ging ook verder na de dood van Tameuji en Abutsu. De Mikihidorifamilie, waartoe Teika en Shunzei behoorden, splitste hierdoor op in de Nijō-lijn, ontstaan uit Tameuji, en de Reizei-lijn, ontstaan uit Tamesuke. De ruzie ging verder op een groter niveau tussen de twee lijnen; de Nijō-lijn wilde erkend worden als de officiële erfgenamen en de Reizei-lijn wilde erkend worden als een officiële tak van de Mikihidorifamilie.

## Zijn poëtische stijl
Teika gebruikte in zijn poëzie een techniek van lenen, genaamd honkadori (本歌取り). Honkadori is een stijl waarbij in het gedicht verwezen wordt naar een andere gedicht, bekend onder het publiek voor wie het geschreven is. Ook had Teika grote bewondering voor de Man'yoshū (万葉集) en schreef vaak in dezelfde archaïsche stijl. Sommige van zijn meest beroemde gedichten waren een variatie op de gedichten uit de Man'yoshū.
Teika's vader leerde hem tien stijlen die hij beschouwde als essentieel. Hiervan zijn er twee stijlen waar extra rekening mee moest worden gehouden, vanwege hun connectie met de Man'yoshū; de taketakashi (een stijl waarbij belangrijke onderwerpen op een simpele manier worden beschreven), 'de nobele stijl' en de onshinshigitei (deze stijl werd gebruikt om onderwerpen met, van nature, een krachtig of gewelddadig beeld te behandelen) en 'de stijl van de kracht van het onderdrukken van de demon'. Deze laatste zou volgens Teika het moeilijkst te leren zijn en was daarom vooral niet geschikt voor amateurs.
Een andere essentiële stijl is de ushin, 'de stijl van het intense gevoel'. Hier zou de ware natuur van de poëzie in schuilen. De tien stijlen vormden samen het ideaal dat Teika van Shunzei had overgenomen. Dit ideaal heette 'kotoba furuku, kokoro atarashii', 'oude woorden, nieuwe ziel'. Met de 'oude woorden' bedoelden Teika en Shunzei de taal van Sandaishū, 'de drie collecties'. Om de 'nieuwe ziel' uit te drukken, gaven Teika en Shunzei nieuwe betekenissen aan de oude idealen van de sabi, 'eenzaamheid', de yoen, 'lichte charme' en de yūgen, 'mysterie en diepte'. Door middel van hun ideaal produceerden Teika en Shunzei de meest opmerkelijke en vernieuwende poëtische stijl van hun tijd.

## Zijn werken
Zijn eerst gepubliceerde vers verscheen in de wakeikazuchi no yashiro uta-awase. In 1180 begon Teika met zijn literaire dagboek, de Meigetsuki, waaraan hij tekst bleef toevoegen tot het jaar 1235. In 1181 stelde hij zijn eerste honderd-gedichtenreeks op, de Shogaku Hyakushu.
Zoals eerder vermeld, erkende de ex-keizer hem als poëet in het jaar 1200 en liet hem toe tot zijn persoonlijke kring van poëten. In 1204 was hij een van de zes samenstellers van de Shinkokinshū, een door de keizer gesponsorde bloemlezing. Deze stond vol met gedichten uit de Shinkokin Jidai.
Zijn eerste collectie, de Shui Gusō, verscheen in 1216, gevolgd door de Shui Gusō Ingai. In datzelfde jaar werkte Teika ook aan de compilatie van de Teika-kyō Hyakuban Jikaawase. Hij gebruikte hiervoor de jikaawase, een poëzie-vorm gebruikt voor solo poëziecompetities, en koos tweehonderd van zijn gedichten om in te sturen. Teika herzag de compilatie in 1217 en in 1219 stuurde hij deze naar keizer Juntoku en vroeg hij om zijn beoordelingen. Uiteindelijk kreeg Teika pas in 1232 de beoordeling voor dit werk.
Hij kreeg ook de eer om de gedichten uit te kiezen voor de Hyakunin Isshū, een bloemlezing van honderd gedichten, geschreven door honderd verschillende poëten. De Hyakunin Isshū is nu een van de beroemdste Japanse bloemlezingen uit de klassieke tijd en is vooral bekend dankzij het Japanse kaartspel karuta. Op de kaarten staan de gedichten uit de Hyakunin Isshū.
In 1230 vroegen Michiie en zijn zoon, Norizane, Teika om honderd gedichten op te stellen. Het resultaat kreeg de naam Kanpaku Sadaijin-ke Hyakushu en was de laatste reeks van honderd gedichten die Teika heeft opgesteld. In 1232 stelde keizer Go-Horikawa hem aan om een keizerlijke bloemlezing samen te stellen, genaamd de Shin Chokusen Waka-shū en de Shin Kokin Waka-shū.
- Bibsys: 90854796
- Biblioteca Nacional de España: XX1700820
- Bibliothèque nationale de France: cb12266301n (data)
- CiNii: DA00462618
- Gemeinsame Normdatei: 118954504
- International Standard Name Identifier: 0000 0001 2125 9802
- Library of Congress Control Number: n80010353
- MusicBrainz: 61d3d92e-f32c-44d9-85c1-db512baa55df
- Bibliotheek van het Japanse parlement: 00269883
- Nationale Bibliotheek van Tsjechië: xx0012347
- Nationale bibliotheek van Australië: 35758211
- Nationale Bibliotheek van Israël: 987007261311005171
- Nationale en Universitaire bibliotheek Zagreb: 000294120
- Nederlandse Thesaurus van Auteursnamen: 069716226
- Réseau des bibliothèques de Suisse occidentale: 02-A000067002
- SNAC: w6jm4n8z
- Système universitaire de documentation: 031529968
- Trove: 1074101
- Union List of Artist Names: 500330287
- Virtual International Authority File: 29592327
- WorldCat: E39PBJcBR4rFychdMGCFgMMwYP